# تست سریع تشخیص آنفلوانزا

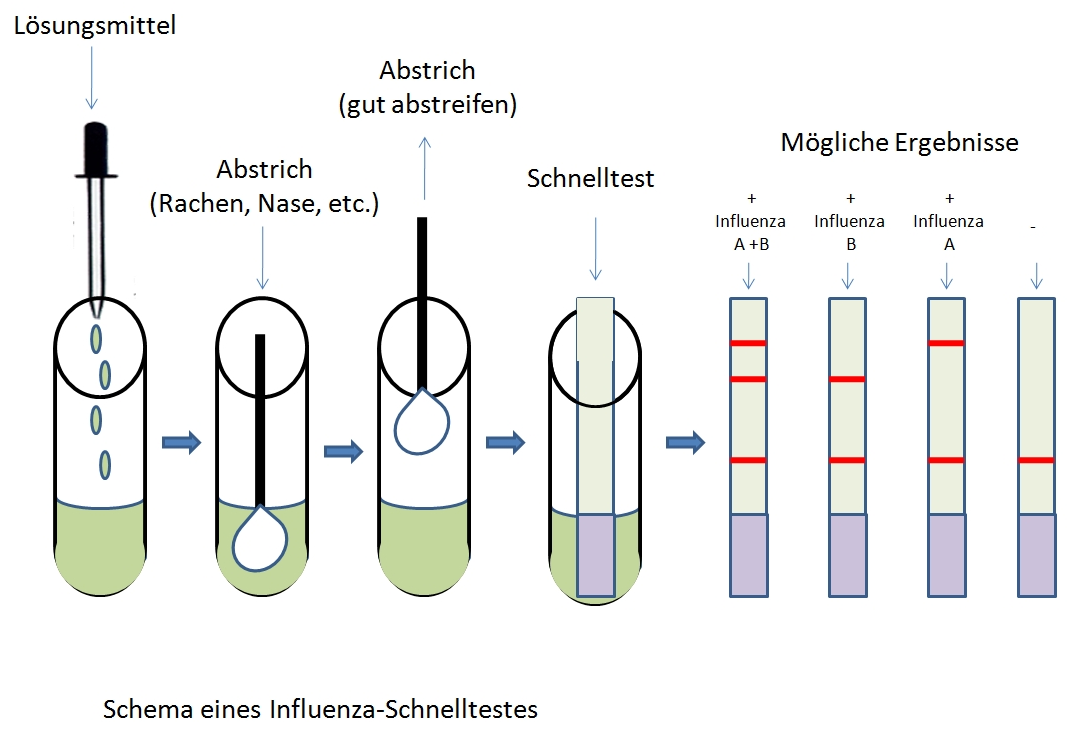
طرح کلی تست سریع تشخیص آنفلوانزا

تست سریع تشخیص آنفولانزا (RIDT) یک تست سریع است که از طریق شناسایی آنتی‌ژن نوکلئوپروتئین ویروسی آنفلوانزا، ابتلای فرد را به آنفولانزای رایج مشخص می‌کند. RIDTهای تجاری موجود در مدت ۳۰ دقیقه نتیجه را مشخص می‌کنند. این نتایج را می‌توان با تغییر رنگ یا سایر سیگنال‌های بصری مشاهده کرد. برای پزشکان، RIDTها به عنوان یک تست خط اول عمل می‌کنند که با آزمایش‌های تشخیصی سنتی قابل تأیید است (به‌ویژه اگر منفی باشد). RIDTها همچنین به پزشکان این امکان را می‌دهند که سریعاً درمان ضد ویروسی را در جمعیت پرخطر آغاز کنند، تدابیر مؤثر کنترل عفونت را تدوین کرده و تصمیمات آگاهانه ای را در مورد تحقیقات تشخیصی اتخاذ کنند.

## مجموعه نمونه
دقت تست سریع آنفلوانزا ممکن است به تکنیک جمع‌آوری مورد استفاده برای به دست آوردن نمونه بستگی داشته باشد. نمونه‌های مورد استفاده برای این تست، شامل نمونه‌های تنفسی مانند گلو، بینی و ترشحات نازوفارنکس، و همچنین حلقی یا شستشوهای جمع‌آوری شده از نای است.